# Ismael Reyes Cruz
Ismael Reyes Cruz (Santiago de los Caballeros, 1950) es un abogado, empresario y político Dominicano.

## Orígenes y formación profesional
Ismael Reyes Cruz, nació en Santiago de los Caballeros, el 26 de julio de 1950. Es economista y abogado con una maestría en Ciencias Políticas y diplomado en Defensa y Seguridad Nacional. 
Ha sido profesor universitario, dictando cátedras de derecho civil y derecho penal, y profesor de economía política en la Henry George School of Social Science.

## Presidente del Partido Demócrata Institucional (PDI)
En el año 1986 fundó al Partido Demócrata Institucional (PDI) de la República Dominicana, el cual obtuvo su reconocimiento por parte de la Junta Central Electoral en el año 1990, fecha de su primera participación electoral. Después de haber participado en tres contiendas electorales nacionales consecutivas, en el año 1998 sus más altos directivos deciden poner el PDI en receso, al observar que no existían en el país las condiciones objetivas ni subjetivas, para que una nueva fuerza política que predicaba cambios políticos, económicos y sociales profundos, pudiera abrirse un espacio por sí mismo en el electorado nacional dominicano, negándose los principales dirigentes del partido, a aceptar el ejercicio de un papel secundario en la política dominicana.

## Diputado al Congreso Nacional de la Rep. Dominicana
Ismael Reyes fue diputado al Congreso Nacional durante el período 1994-1998, en cuyo período presentó proyectos de ley y resoluciones de corte económico, político y social, logrando que se aprobara su iniciativa de establecer la Comisión Permanente de Defensa al Consumidor y al Usuario, en la Cámara de Diputados.
Habiendo presidido varias Comisiones Especiales de la Cámara de Diputados, junto a otros miembros del Congreso Nacional Dominicano, representó su país en el Parlamento Latinoamericano (PARLATINO) con sede en San Paulo, Brasil. 